# Бут, Лоуренс
Лоуренс Бут (англ. Lawrence Booth; ум. 19 мая 1480) — английский церковный и государственный деятель, епископ Дарема (1457—1476), архиепископ Йоркский (1476—1480), лорд-хранитель Малой печати (1456—1460), лорд-канцлер Англии (1456—1460).

## Ранняя жизнь
Лоуренс Бут родился около 1420 года и был незаконорожднным сыном Джона Бута, лорда поместья Бартон в Ланкашире. Его единокровный брат, Уильям Бут, был епископом Ковентри и Личфилда в 1447—1452 гг. и архиепископом Йоркским в 1452—1464 гг.
Бут изучал римское и каноническое право в Кембриджском университете, получив степень лиценциата (Lic.CL), а затем — степень доктора богословия (DD). В 1450 году он был избран мастером Пембрук-колледжа и занимал эту должность до своей смерти, а также был канцлером Кембриджского университета в 1456—1458 годах.

## Работа в духовенстве
Развититю церковной карьеры Лоуренса сильно поспособствовал его единокровный брат Уильям, который к 1452 уже занимал должность архиепископа Йоркского и имел большое влияние в духовенстве. В 1449 году Лоуренс был назначен пребендарием собора Святого Павла, а в 1456 году занял более высокую должность декана при этом же соборе. Помимо этого, Лоуренс занимал посты пребендария Йоркского и Личфилдского соборов, а также архидиакона Ричмонда в 1454—1457. Будучи архидианконом в Ричмонде, Бут был рукоположён епископом Дарема 25 сентября 1457 года и утверждён в должности Генрихом VI.
Помимо работы в духовенстве, Бут также принимал активное участие в политической жизни Англии: Бут был одним из советников супруги Генриха Маргариты Анжуйской, а также одним из опекунов и наставников принца Уэльского. Кроме того, он занимал должность лорда-хранителя Малой печати в 1456—1460 годах и служил проректором при Беверли-Минстере в 1457 году.
Несмотря на то, что Лоуренс Бут происходил из ланкастерской семьи, он поддерживал хорошие отношения с йоркистами и после свержения ланкастерского короля Генриха VI начал сотрудничать с новой йоркской властью. В апреле 1461 года он принёс присягу королю Эдуарду IV, а к концу июня тоже году помог королю отразить набег под предводительством Хамфри Дакра и баронов де Роса, переправившими Генриха VI через границу и попытавшимися поднять восстание на севере Англии. Хотя Лоуренс временно потерял контроль над Даремским диоцезом вследствие политической сумятицы, он был восстановлен в должности в 1464 году после принесения присяги Эдуарду IV; он добился успеха отчасти потому, что никогда не был заключён в тюрьму, будучи прелатом. Впоследствии, король Эдуард IV назначил Лоуренса своим духовником. После принесения присяги он возобновил работу при королевском дворе и 27 июля 1473 года был назначен на должность лорд-канцлера, которую занимал до мая следующего года. В октябре 1473 года Бут возглавил делегацию в Шотландию для подписания брачного договора между новорожденным сыном шотландского короля Якова III (впоследствии именованным Яковом IV) и третьей дочерью Эдуарда Сесилией Йоркской.
В 1476 году Бут был переведен на должность архиепископа Йоркского, которую ранее занимал его брат Уильям. Он занимал эту позицию вплоть до своей смерти 19 мая 1480 года. Лоуренс Бут был похоронен рядом со своим единокровным братом в Саутвеллском соборе. Бут был единственным прелатом во время правления Эдуарда IV, когда-либо повышенным в должности.